# Christiaan Both
Christiaan Johannes Petrus Both (ur. 2 października 1895 w Bredzie, zm. 11 października 1977 w Etten-Leur) – holenderski strzelec, dwukrotny olimpijczyk i dwukrotny medalista mistrzostw świata.
Na igrzyskach olimpijskich wystąpił po raz pierwszy w 1936 w Berlinie. Zajął wówczas 51. miejsce w karabinie małokalibrowym leżąc (50 m) ex aequo z trzema zawodnikami. Na igrzyskach w Londynie zajął 61. miejsce w tej samej konkurencji.
Both jest dwukrotnym medalistą mistrzostw świata. Obydwa medale wywalczył w strzelaniu z karabinu wojskowego w pozycji stojącej z 300 metrów. W 1930 był mistrzem świata, natomiast pięć lat później był wicemistrzem globu.

## Wyniki olimpijskie
| Igrzyska | Konkurencja                       | Wynik                          | Miejsce     | Źródło |
| -------- | --------------------------------- | ------------------------------ | ----------- | ------ |
| IO 1936  | Karabin małokalibrowy leżąc, 50 m | 287 punktów                    | 51T (na 66) | [ 1 ]  |
| IO 1948  | Karabin małokalibrowy leżąc, 50 m | 572 punkty (95-96-95-95-96-95) | 61 (na 71)  | [ 2 ]  |

## Medale na mistrzostwach świata
Opracowano na podstawie materiału źródłowego:
| Mistrzostwa    | Konkurencja                    | Wynik       | Miejsce |
| -------------- | ------------------------------ | ----------- | ------- |
| Antwerpia 1930 | Karabin wojskowy stojąc, 300 m | 147 punktów | 1       |
| Rzym 1935      | Karabin wojskowy stojąc, 300 m | 147 punktów | 2       |